# 5878 Charlene
5878 Charlene eller 1991 CC1 är en asteroid i huvudbältet som upptäcktes 14 februari 1991 av den amerikanske astronomen Eleanor F. Helin vid Palomar-observatoriet. Den är uppkallad efter Charlene Marie Anderson.
Asteroiden har en diameter på ungefär 6 kilometer.